# شیشینوتسو، هوکایدو
شیشینوتسو، هوکایدو (به لاتین: Shinshinotsu, Hokkaido) یک منطقهٔ مسکونی در ژاپن است که در Ishikari District واقع شده‌است. شیشینوتسو ۳٬۷۷۰ نفر جمعیت دارد.